# Waterhen River (Beaver River)
Der Waterhen River ist ein 140 km langer linker Nebenfluss des Beaver River in der kanadischen Provinz Saskatchewan.

## Verlauf
Der Waterhen River bildet den Abfluss des Lac des Îles nördlich von Goodsoil. Der See wird vom Cold River gespeist, in dessen Einzugsgebiet die größeren Seen Primrose Lake und Cold Lake liegen. Der Waterhen River fließt in überwiegend östlicher Richtung entlang dem Randbereich des borealen Waldgürtels. Bei Flusskilometer 136 kreuzt der Saskatchewan Highway 224 den Flusslauf, bei Flusskilometer 88 der Saskatchewan Highway 4. Der Flussabschnitt des Waterhen River oberhalb dessen Ausflusses aus dem Waterhen Lake liegt innerhalb des Meadow Lake Provincial Parks. Unterhalb des Waterhen Lake fließt der Waterhen River noch knapp 60 Kilometer bis zu seiner Mündung in den nach Norden fließenden Beaver River. Bei Flusskilometer 48 kreuzt der Saskatchewan Highway 903 den Flusslauf. 3 km oberhalb der Mündung kreuzt der Saskatchewan Highway 155 den Flusslauf. 

## Hydrologie
Das Einzugsgebiet des Waterhen River umfasst etwa 11.100 km². Der mittlere Abfluss an der Mündung beträgt 32 m³/s. Das Abflussprofil weist über das Jahr hinweg keine besonderen Spitzen auf. Es befinden sich zahlreiche und teilweise große Seen im Einzugsbereich des Waterhen River.

## Freizeitmöglichkeiten
Der Waterhen River lässt sich mehrtägig mit dem Kanu befahren. Ein 18 km langer Abschnitt unterhalb der Brücke nördlich von Goodsoil weist Stromschnellen auf.